# Porsche Carrera Cup

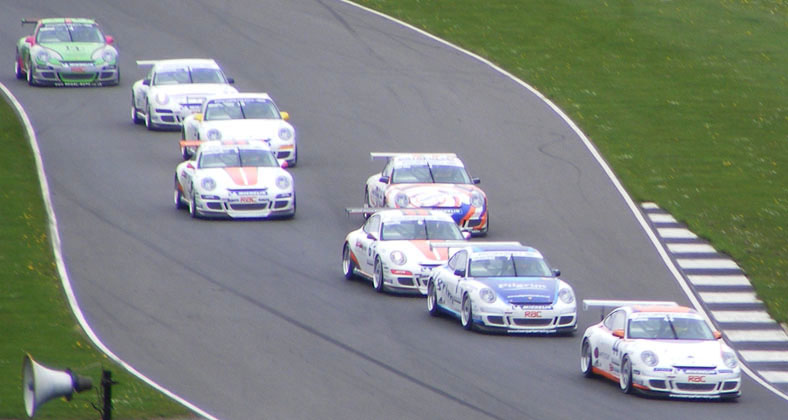
Rennen des Porsche Carrera Cup Great Britain in Donington Park 2008

Der Porsche Carrera Cup ist eine nationale bzw. regionale Markenpokal-Rennserie von Porsche. In den ausgetragenen Meisterschaften werden einheitliche Rennwagen auf Basis des Porsche 911 eingesetzt.

## Historie
Der erste Carrera Cup wurde 1990 in Deutschland ausgetragen und war der Nachfolger des zuvor von Porsche veranstalteten Porsche 944 Turbo Cup. In den folgenden Jahren wurden weitere nationale Markenpokale in weiteren Ländern in Europa, Asien, Australien und Amerika gegründet.
| 0                      | 1                               | 2                               | 3                               | 4                               | 5                               | 6                               | 7                               | 8                               | 9                               | 0                               | 1                               | 2                               | 3                               | 4                                 | 5                                 | 6                                 | 7                                 | 8                                 | 9                                 | 0                                 | 1                                 | 2                                 | 3                                 | 4                                 | 5                                 | 6                                 | 7                                 | 8                                 | 9                                 | 0                                 | 1                                 | 2                                 | 3                                 | 4                                 | 5                                 | 6                                 | 7 | 8 | 9 |  |  |  |  |  |  |  |
| Deutschland            | Porsche Carrera Cup Deutschland | Porsche Carrera Cup Deutschland | Porsche Carrera Cup Deutschland | Porsche Carrera Cup Deutschland | Porsche Carrera Cup Deutschland | Porsche Carrera Cup Deutschland | Porsche Carrera Cup Deutschland | Porsche Carrera Cup Deutschland | Porsche Carrera Cup Deutschland | Porsche Carrera Cup Deutschland | Porsche Carrera Cup Deutschland | Porsche Carrera Cup Deutschland | Porsche Carrera Cup Deutschland | Porsche Carrera Cup Deutschland   | Porsche Carrera Cup Deutschland   | Porsche Carrera Cup Deutschland   | Porsche Carrera Cup Deutschland   | Porsche Carrera Cup Deutschland   | Porsche Carrera Cup Deutschland   | Porsche Carrera Cup Deutschland   | Porsche Carrera Cup Deutschland   | Porsche Carrera Cup Deutschland   | Porsche Carrera Cup Deutschland   | Porsche Carrera Cup Deutschland   | Porsche Carrera Cup Deutschland   | Porsche Carrera Cup Deutschland   | Porsche Carrera Cup Deutschland   | Porsche Carrera Cup Deutschland   | Porsche Carrera Cup Deutschland   | Porsche Carrera Cup Deutschland   | Porsche Carrera Cup Deutschland   | Porsche Carrera Cup Deutschland   | Porsche Carrera Cup Deutschland   | Porsche Carrera Cup Deutschland   | Porsche Carrera Cup Deutschland   | Porsche Carrera Cup Deutschland   |   |   |   |  |  |  |  |  |  |  |
| Frankreich             |                                 | Porsche Carrera Cup France      | Porsche Carrera Cup France      | Porsche Carrera Cup France      | Porsche Carrera Cup France      | Porsche Carrera Cup France      | Porsche Carrera Cup France      | Porsche Carrera Cup France      | Porsche Carrera Cup France      | Porsche Carrera Cup France      | Porsche Carrera Cup France      | Porsche Carrera Cup France      | Porsche Carrera Cup France      | Porsche Carrera Cup France        | Porsche Carrera Cup France        | Porsche Carrera Cup France        | Porsche Carrera Cup France        | Porsche Carrera Cup France        | Porsche Carrera Cup France        | Porsche Carrera Cup France        | Porsche Carrera Cup France        | Porsche Carrera Cup France        | Porsche Carrera Cup France        | Porsche Carrera Cup France        | Porsche Carrera Cup France        | Porsche Carrera Cup France        | Porsche Carrera Cup France        | Porsche Carrera Cup France        | Porsche Carrera Cup France        | Porsche Carrera Cup France        | Porsche Carrera Cup France        | Porsche Carrera Cup France        | Porsche Carrera Cup France        | Porsche Carrera Cup France        | Porsche Carrera Cup France        | Porsche Carrera Cup France        |   |   |   |  |  |  |  |  |  |  |
| Japan                  |                                 |                                 |                                 |                                 |                                 |                                 |                                 |                                 |                                 |                                 |                                 | Porsche Carrera Cup Japan       | Porsche Carrera Cup Japan       | Porsche Carrera Cup Japan         | Porsche Carrera Cup Japan         | Porsche Carrera Cup Japan         | Porsche Carrera Cup Japan         | Porsche Carrera Cup Japan         | Porsche Carrera Cup Japan         | Porsche Carrera Cup Japan         | Porsche Carrera Cup Japan         | Porsche Carrera Cup Japan         | Porsche Carrera Cup Japan         | Porsche Carrera Cup Japan         | Porsche Carrera Cup Japan         | Porsche Carrera Cup Japan         | Porsche Carrera Cup Japan         | Porsche Carrera Cup Japan         | Porsche Carrera Cup Japan         | Porsche Carrera Cup Japan         | Porsche Carrera Cup Japan         | Porsche Carrera Cup Japan         | Porsche Carrera Cup Japan         | Porsche Carrera Cup Japan         | Porsche Carrera Cup Japan         | Porsche Carrera Cup Japan         |   |   |   |  |  |  |  |  |  |  |
| Vereinigtes Königreich |                                 |                                 |                                 |                                 |                                 |                                 |                                 |                                 |                                 |                                 |                                 |                                 |                                 | Porsche Carrera Cup Great Britain | Porsche Carrera Cup Great Britain | Porsche Carrera Cup Great Britain | Porsche Carrera Cup Great Britain | Porsche Carrera Cup Great Britain | Porsche Carrera Cup Great Britain | Porsche Carrera Cup Great Britain | Porsche Carrera Cup Great Britain | Porsche Carrera Cup Great Britain | Porsche Carrera Cup Great Britain | Porsche Carrera Cup Great Britain | Porsche Carrera Cup Great Britain | Porsche Carrera Cup Great Britain | Porsche Carrera Cup Great Britain | Porsche Carrera Cup Great Britain | Porsche Carrera Cup Great Britain | Porsche Carrera Cup Great Britain | Porsche Carrera Cup Great Britain | Porsche Carrera Cup Great Britain | Porsche Carrera Cup Great Britain | Porsche Carrera Cup Great Britain | Porsche Carrera Cup Great Britain | Porsche Carrera Cup Great Britain |   |   |   |  |  |  |  |  |  |  |
| Australien             |                                 |                                 |                                 |                                 |                                 |                                 |                                 |                                 |                                 |                                 |                                 |                                 |                                 | ACCC                              | ACCC                              | ACCC                              | ACCC                              | ACCC                              | ACCC                              |                                   |                                   | ACCC                              | ACCC                              | ACCC                              | ACCC                              | ACCC                              | Porsche Carrera Cup Australia     | Porsche Carrera Cup Australia     | Porsche Carrera Cup Australia     | Porsche Carrera Cup Australia     | Porsche Carrera Cup Australia     | Porsche Carrera Cup Australia     | Porsche Carrera Cup Australia     | Porsche Carrera Cup Australia     | Porsche Carrera Cup Australia     | Porsche Carrera Cup Australia     |   |   |   |  |  |  |  |  |  |  |
| Asien                  |                                 |                                 |                                 |                                 |                                 |                                 |                                 |                                 |                                 |                                 |                                 |                                 |                                 | Porsche Carrera Cup Asia          | Porsche Carrera Cup Asia          | Porsche Carrera Cup Asia          | Porsche Carrera Cup Asia          | Porsche Carrera Cup Asia          | Porsche Carrera Cup Asia          | Porsche Carrera Cup Asia          | Porsche Carrera Cup Asia          | Porsche Carrera Cup Asia          | Porsche Carrera Cup Asia          | Porsche Carrera Cup Asia          | Porsche Carrera Cup Asia          | Porsche Carrera Cup Asia          | Porsche Carrera Cup Asia          | Porsche Carrera Cup Asia          | Porsche Carrera Cup Asia          | Porsche Carrera Cup Asia          | Porsche Carrera Cup Asia          | Porsche Carrera Cup Asia          | Porsche Carrera Cup Asia          | Porsche Carrera Cup Asia          | Porsche Carrera Cup Asia          | Porsche Carrera Cup Asia          |   |   |   |  |  |  |  |  |  |  |
| Skandinavien           |                                 |                                 |                                 |                                 |                                 |                                 |                                 |                                 |                                 |                                 |                                 |                                 |                                 |                                   | Porsche Carrera Cup Scandinavia   | Porsche Carrera Cup Scandinavia   | Porsche Carrera Cup Scandinavia   | Porsche Carrera Cup Scandinavia   | Porsche Carrera Cup Scandinavia   | Porsche Carrera Cup Scandinavia   | Porsche Carrera Cup Scandinavia   | Porsche Carrera Cup Scandinavia   | Porsche Carrera Cup Scandinavia   | Porsche Carrera Cup Scandinavia   | Porsche Carrera Cup Scandinavia   | Porsche Carrera Cup Scandinavia   | Porsche Carrera Cup Scandinavia   | Porsche Carrera Cup Scandinavia   | Porsche Carrera Cup Scandinavia   | Porsche Carrera Cup Scandinavia   | Porsche Carrera Cup Scandinavia   | Porsche Carrera Cup Scandinavia   | Porsche Carrera Cup Scandinavia   | Porsche Carrera Cup Scandinavia   | Porsche Carrera Cup Scandinavia   | Porsche Carrera Cup Scandinavia   |   |   |   |  |  |  |  |  |  |  |
| Brasilien              |                                 |                                 |                                 |                                 |                                 |                                 |                                 |                                 |                                 |                                 |                                 |                                 |                                 |                                   |                                   | Porsche Carrera Cup Brasil        | Porsche Carrera Cup Brasil        | Porsche Carrera Cup Brasil        | Porsche Carrera Cup Brasil        | Porsche Carrera Cup Brasil        | Porsche Carrera Cup Brasil        | Porsche Carrera Cup Brasil        | Porsche Carrera Cup Brasil        | Porsche Carrera Cup Brasil        | Porsche Carrera Cup Brasil        | Porsche Carrera Cup Brasil        | Porsche Carrera Cup Brasil        | Porsche Carrera Cup Brasil        | Porsche Carrera Cup Brasil        | Porsche Carrera Cup Brasil        | Porsche Carrera Cup Brasil        | Porsche Carrera Cup Brasil        | Porsche Carrera Cup Brasil        | Porsche Carrera Cup Brasil        | Porsche Carrera Cup Brasil        | Porsche Carrera Cup Brasil        |   |   |   |  |  |  |  |  |  |  |
| Italien                |                                 |                                 |                                 |                                 |                                 |                                 |                                 |                                 |                                 |                                 |                                 |                                 |                                 |                                   |                                   |                                   |                                   | Porsche Carrera Cup Italia        | Porsche Carrera Cup Italia        | Porsche Carrera Cup Italia        | Porsche Carrera Cup Italia        | Porsche Carrera Cup Italia        | Porsche Carrera Cup Italia        | Porsche Carrera Cup Italia        | Porsche Carrera Cup Italia        | Porsche Carrera Cup Italia        | Porsche Carrera Cup Italia        | Porsche Carrera Cup Italia        | Porsche Carrera Cup Italia        | Porsche Carrera Cup Italia        | Porsche Carrera Cup Italia        | Porsche Carrera Cup Italia        | Porsche Carrera Cup Italia        | Porsche Carrera Cup Italia        | Porsche Carrera Cup Italia        | Porsche Carrera Cup Italia        |   |   |   |  |  |  |  |  |  |  |
| Benelux                |                                 |                                 |                                 |                                 |                                 |                                 |                                 |                                 |                                 |                                 |                                 |                                 |                                 |                                   |                                   |                                   |                                   |                                   |                                   |                                   |                                   |                                   |                                   | Porsche Carrera Cup Benelux       | Porsche Carrera Cup Benelux       | Porsche Carrera Cup Benelux       | Porsche Carrera Cup Benelux       | Porsche Carrera Cup Benelux       | Porsche Carrera Cup Benelux       | Porsche Carrera Cup Benelux       | Porsche Carrera Cup Benelux       | Porsche Carrera Cup Benelux       | Porsche Carrera Cup Benelux       | Porsche Carrera Cup Benelux       | Porsche Carrera Cup Benelux       | Porsche Carrera Cup Benelux       |   |   |   |  |  |  |  |  |  |  |
| Nordamerika            |                                 |                                 |                                 |                                 |                                 |                                 |                                 |                                 |                                 |                                 |                                 |                                 |                                 |                                   |                                   |                                   |                                   |                                   |                                   |                                   |                                   |                                   |                                   |                                   |                                   |                                   |                                   |                                   |                                   |                                   |                                   | PCCNA                             | PCCNA                             | PCCNA                             | PCCNA                             | PCCNA                             |   |   |   |  |  |  |  |  |  |  |
| Naher Osten            |                                 |                                 |                                 |                                 |                                 |                                 |                                 |                                 |                                 |                                 |                                 |                                 |                                 |                                   |                                   |                                   |                                   |                                   |                                   |                                   |                                   |                                   |                                   |                                   |                                   |                                   |                                   |                                   |                                   |                                   | PSCME                             | PSCME                             | PSCME                             | PCCME                             | PCCME                             | PCCME                             |   |   |   |  |  |  |  |  |  |  |

Erläuterung Abkürzungen
1. ↑  Australian Carrera Cup Championship (ACCC)
2. ↑  Porsche Carrera Cup North America (PCCNA)
3. ↑  Porsche Sprint Challenge Middle East (Vorgängerwettbewerb)
4. ↑  Porsche Carrera Cup Middle East (PCCME)

## Reglement
Der Porsche Carrera Cup unterliegt dem sportlichen und technischen Reglement der nationalen Motorsport-Verbände.
In der Meisterschaft werden ein Fahrertitel und eine Teamwertung vergeben. In einigen der nationalen Wettbewerbe sind zusätzlich Amateur- und Nachwuchsfahrer-Wertungen ausgeschrieben. Teilweise werden neben den Wertungstiteln auch Geld- und Sachpreise vergeben.
Startberechtigt sind nur Fahrer mit der jeweils erforderlichen Rennlizenz. Alle Teams dürfen nur die für die jeweilige Saison vorgeschriebenen einheitlichen Rennwagen vom Typ 911 GT3 Cup einsetzen.
In der Gesamtwertung werden an die ersten 15 klassifizierten Fahrer Punkte in folgender Anzahl vergeben. Gaststarter sind nicht punkteberechtigt. Nachfolgend klassifizierte Fahrer rücken entsprechend der Punktevergabe auf:
| Platz  | 1. | 2. | 3. | 4. | 5. | 6. | 7. | 8. | 9. | 10. | 11. | 12. | 13. | 14. | 15. |
| Punkte | 25 | 20 | 16 | 13 | 11 | 10 | 9  | 8  | 7  | 6   | 5   | 4   | 3   | 2   | 1   |

Die Rennen werden oftmals zusammen mit anderen Rennserien durchgeführt.